# Johann Michael Stock
Johann Michael Stock (* September 1737 in Nürnberg; † 30. Januar 1773 in Leipzig) war ein deutscher Zeichner und Kupferstecher. 

## Leben
Das genaue Datum der Geburt Johann Michael Stocks ist nicht bekannt. Getauft wurde er am 26. September 1737. Er verbrachte den ersten Teil seines Lebens in Nürnberg. Er erlernte die Kunst des Kupferstechens und des Holzschnitts und arbeitete auf diesem Gebiet vor allem für die Buchproduktion. Aus dieser Zeit stammt beispielsweise die Titelseite zum 13. Band der Geschichtsbuch-Serie „Neu-eröffneter Historischer Bilder-Saal …“.
Stock heiratete die Witwe Marie Helene Endner, geborene Schwabe. 1760 bekam das Ehepaar die Tochter Johanna Dorothea und 1762 Anna Maria. 1764 ging die junge Familie nach Leipzig. Ab 1765 wohnte sie in dem von Johann Gottlob Immanuel Breitkopf in diesem Jahr neu erbauten Hause „Zum Silbernen Bären“ in der Universitätsstraße 18 (damals noch Alter Neumarkt) und arbeitete auch für dessen Verlag.
Stock war auch lehrend tätig. So unterrichtete er den jungen Goethe während seiner Leipziger Studienzeit ab 1766 im Kupferstich und Holzschnitt. Goethe erwähnt dies in Dichtung und Wahrheit und lobt die Arbeit Stocks:
„Es zog nämlich in die Mansarde der Kupferstecher Stock. Er war aus Nürnberg gebürtig, ein sehr fleißiger und in seinen Arbeiten genauer und ordentlicher Mann. Auch er stach, wie Geyser, nach Oeserischen Zeichnungen größere und kleinere Platten, die zu Romanen und Gedichten immer mehr in Schwung kamen. Er radierte sehr sauber, so daß die Arbeit aus dem Ätzwasser beinahe vollendet herauskam, und mit dem Grabstichel, den er sehr gut führte, nur weniges nachzuhelfen blieb.“
In den von Woldemar von Biedermann herausgegebenen Goethe-Gesprächen heißt es zu Stocks Wohn- und Arbeitsverhältnissen:
Eine geräumige Bodenkammer in dem großen Breitkopf'schen Hause zum Silbernen Bären diente ihm, seiner Frau und den beiden Töchtern als Arbeits- und Empfangszimmer, in welchem auch der Schüler Platz fand. Während Stock und Goethe je an einem Fenster über ihren Platten schwitzten, saßen die Töchter an dem dritten Fenster mit weiblicher Arbeit beschäftigt oder sie besprachen mit der Mutter die Küche.
Stock stach Porträts bekannter Persönlichkeiten und Landschaften, insbesondere nach Vorlagen von Adam Friedrich Oeser. Er war auch in Leipzig überwiegend für den Buchdruck tätig. Er lieferte zum Beispiel Blätter für das zu dieser Zeit sehr aktuellen Kleinepos „Wilhelmine“ von Moritz August von Thümmel. und zu Christoph Martin Wielands „Musarion, oder die Philosophie der Grazien“.

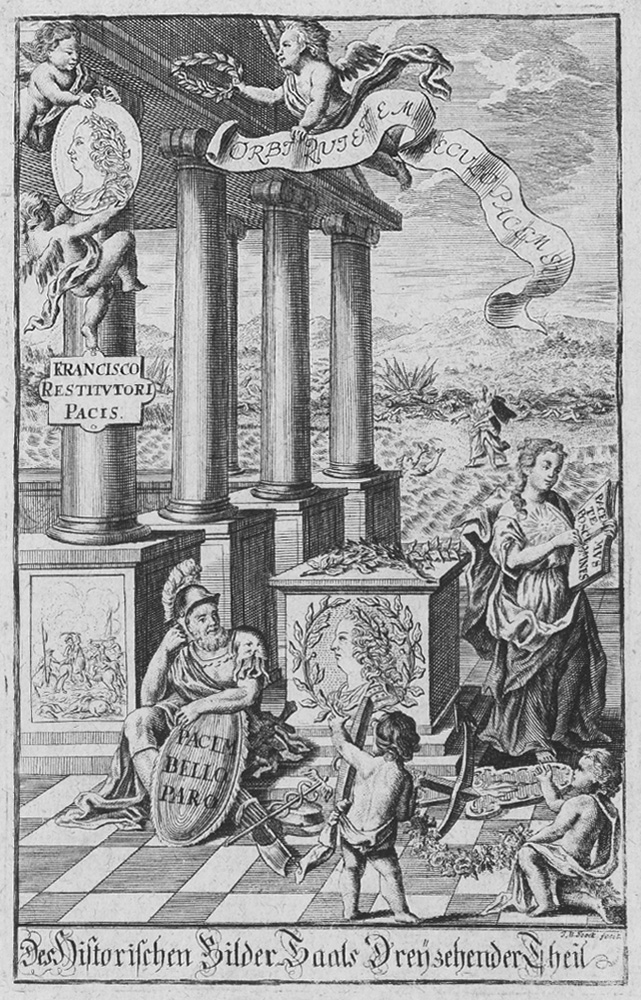
Titel zu Neu-eröffneter Historischer Bilder-Saal (noch aus Nürnberg)
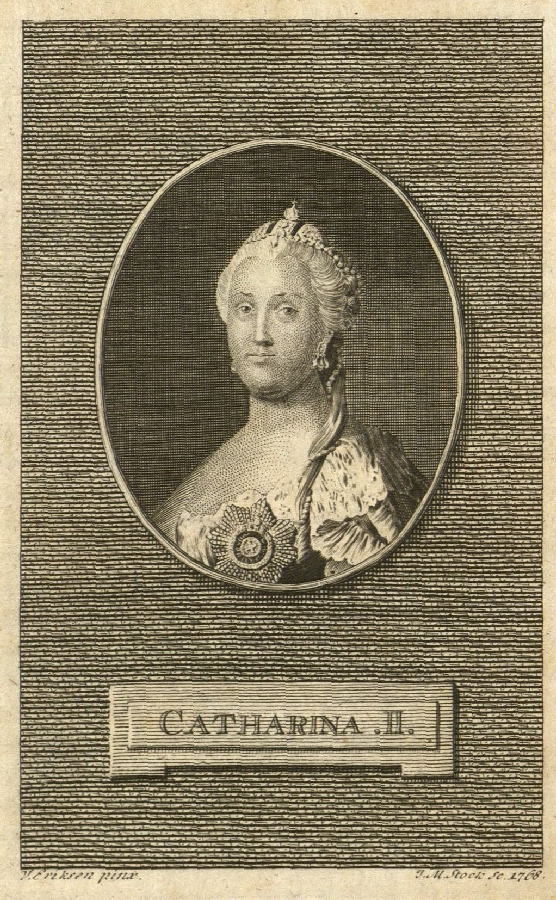
Bildnis Katharina die Große
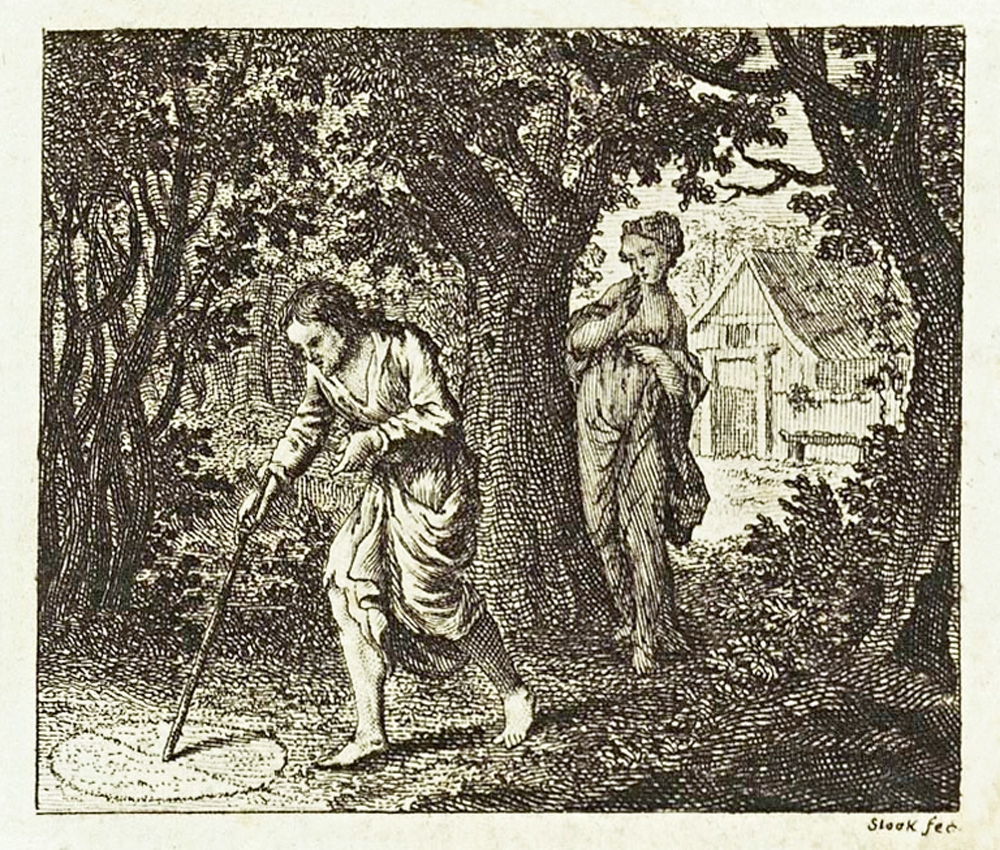
Phanias und Musarion, Stich zu Ch.M. Wielands Musarion
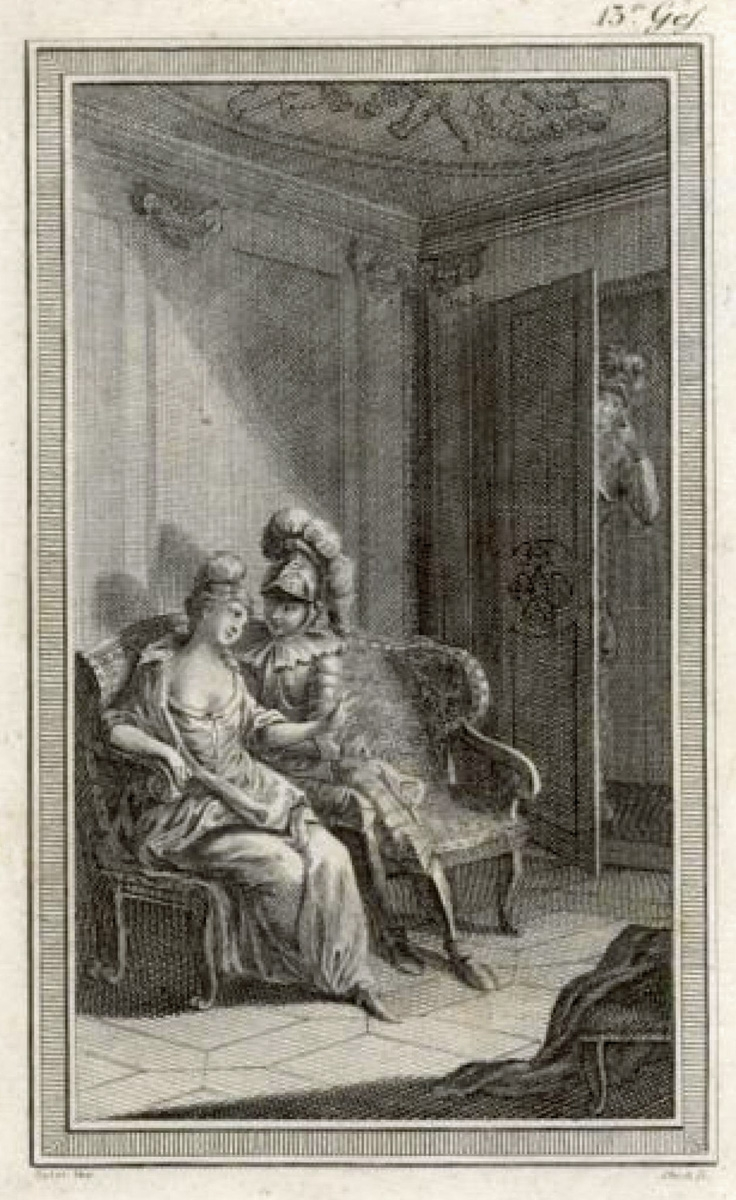
Ritter neben junger Frau auf einer Bank sitzend, nach A.F. Oeser
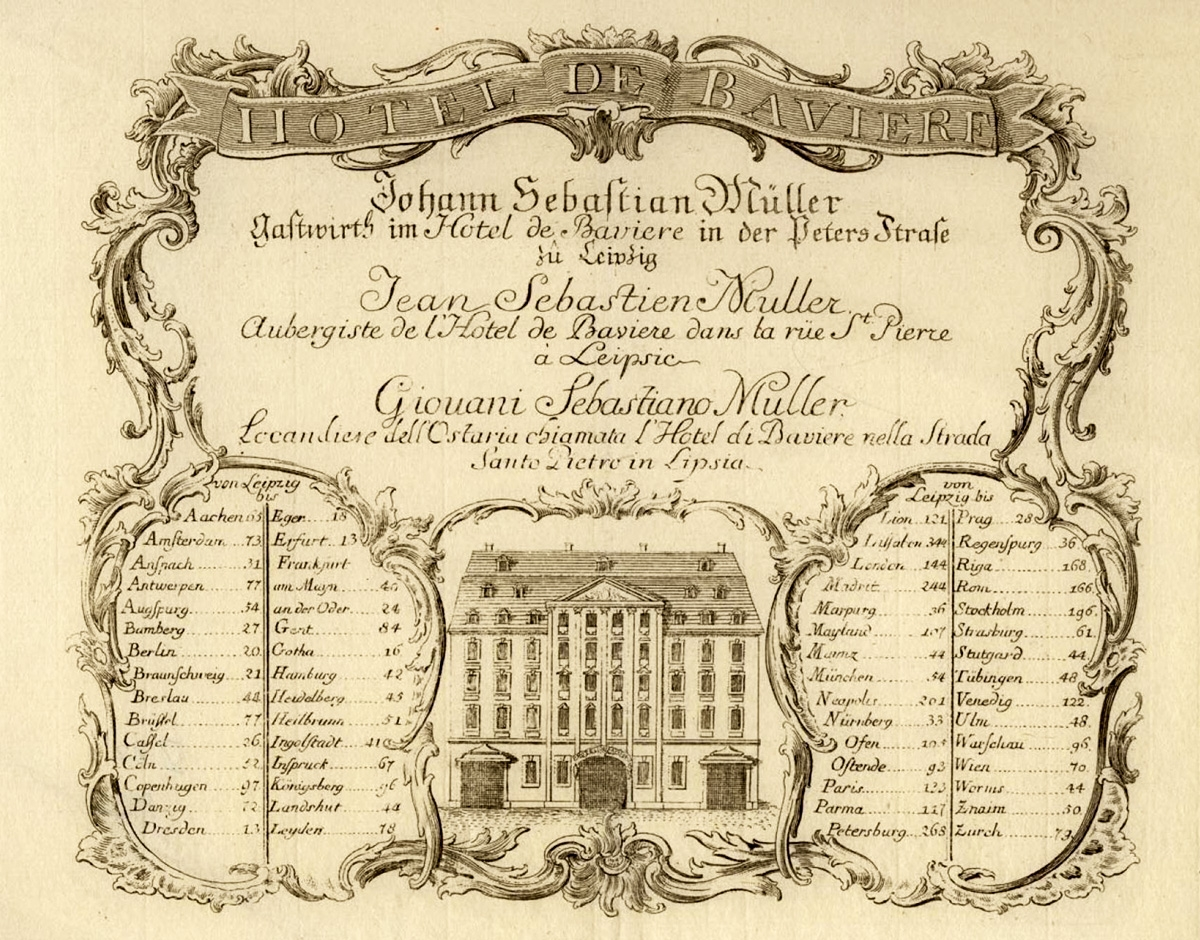
Werbung für das „Hôtel de Bavière“ in Leipzig
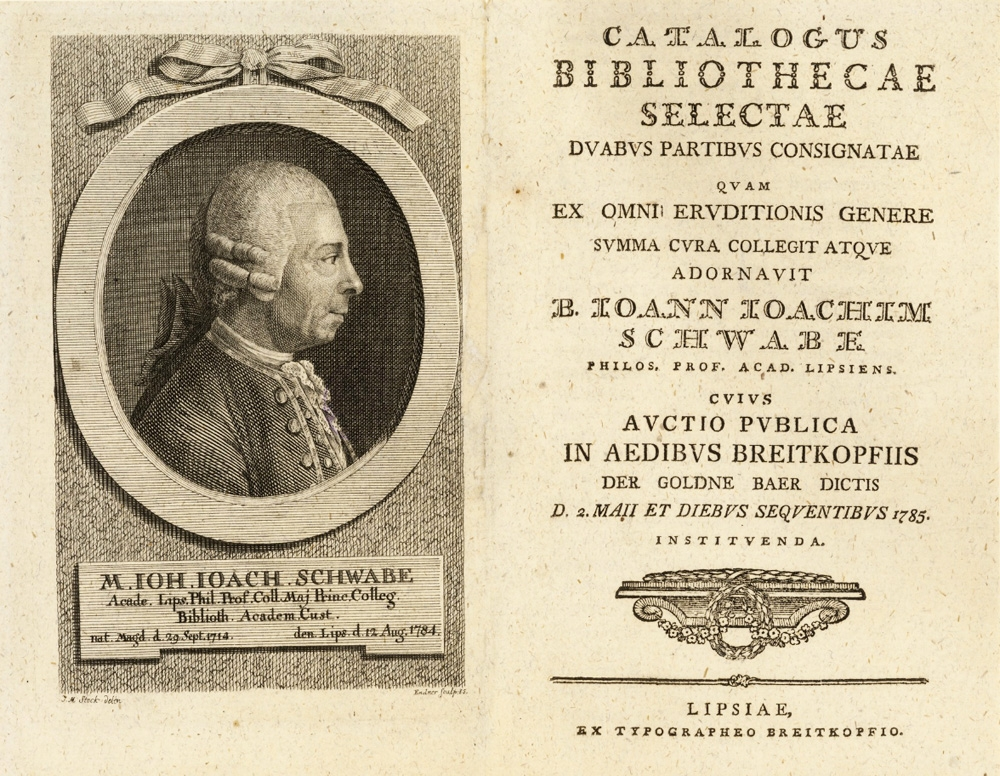
Porträtzeichnung Johann Joachim Schwabe

Johann Michael Stock starb bereits mit 35 Jahren und wurde auf dem Alten Johannisfriedhof in Leipzig beigesetzt. Er und seine Tochter Anna Maria wurden in Leipzig 1906 mit der Benennung der Stockstraße geehrt.
Johanna Dorothea Stock wurde eine bekannte Malerin. Ihre Schwester Anna Maria heiratete 1785 Christian Gottfried Körner. Ihrer beider Sohn war Theodor Körner. Durch seinen frühen Tod hat Johann Michael Stock seinen Enkel nicht gekannt.